# دبیرخانه بخش یاتاواتا
دبیرخانه بخش یاتاواتا (به لاتین: Yatawatta Divisional Secretariat) یک منطقهٔ مسکونی در سری‌لانکا است که در ناحیه متاله واقع شده‌است.